# Thestios
 (octobre 2009).
Si vous disposez d'ouvrages ou d'articles de référence ou si vous connaissez des sites web de qualité traitant du thème abordé ici, merci de compléter l'article en donnant les références utiles à sa vérifiabilité et en les liant à la section « Notes et références ».
Dans la mythologie grecque, Thestios (en grec ancien Θέστιος / Théstios) est un roi d'Étolie.
Fils d'Arès et Démonicé, fille  d'Agénor et Épicaste, il passe pour le père d'Iphiclos, de Léda, d'Hypermnestre, d'Althée, d'Évippos, Plexippos et Eurypyle notamment.

## Sources
1. ↑  Pseudo-Apollodore, Bibliothèque [détail des éditions] [lire en ligne], I, 7, 7.
2. ↑  Apollodore, Bibliothèque, I, 7, 10.